# Filippo di Montmorency
Filippo di Montmorency (tra il 1518 e il 1526 – 5 giugno 1568) conosciuto anche come conte di Horn,  Hoorne o Hoorn, fu fra le vittime del Tribunale dei disordini nei Paesi Bassi spagnoli.

## Biografia
Filippo di Montmorency nacque fra il 1518 e il 1526 da Josef van Montmorency, conte di Nevele ed Anna van Egmont. Suo padre morì in Italia nel 1530 e la madre si risposò con Johan II, conte di Horn: questi, uno degli uomini più ricchi dei Paesi Bassi, una decina di anni dopo decise di lasciare il contado ai figli della seconda moglie, a patto che ne assumessero il nome. Paggio e poi ciambellano presso la corte di Carlo V d'Asburgo Filippo nel 1546 sposò  Walburgis di Neuenahr, nove anni dopo divenne Statolder della Gheldria e poi Ammiraglio delle Fiandre e cavaliere dell'Ordine del Toson d'oro.
Nel 1559 Filippo fu al comando della flotta che doveva portare Filippo II di Spagna dai Paesi Bassi alla Spagna dove rimase fino al 1563. Quando tornò in patria insieme a Guglielmo I d'Orange e a Lamoral di Egmont si mise a capo del partito di coloro che si opponevano all'applicazione dell'Inquisizione nei Paesi Bassi da parte del cardinale Antoine Perrenot de Granvelle costringendolo a lasciare il paese. Alla partenza del porporato i tre continuarono a protestare contro l'introduzione dell'Inquisizione e contro il governo spagnolo e anche se Filippo apparentemente cedette a tali richieste stava in realtà preparando il contrattacco. La reggente Margherita d'Austria fu rimpiazzata da Fernando Álvarez de Toledo che giunse nei Paesi Bassi con un esercito di veterani.
Guglielmo fuggì, ma Filippo ed Egmont, a dispetto degli avvertimenti ricevuti, rimasero per fronteggiare gli accadimenti, catturati vennero portati al neonato Consiglio dei torbidi dove vennero condannati quali traditori. Vi furono numerosi quanto vani sforzi per far sì che Filippo potesse ottenere un processo onesto oltre a numerosi appelli alla clemenza da parte di uomini di rilievo sparsi per tutta l'Europa. Filippo ed Egmont vennero decapitati il 5 giugno 1568 al Grand Place di fronte al Municipio di Bruxelles.

## Riconoscimenti
A Bruxelles oggi c'è una statua dedicata ai due uomini considerati come i primi leader del movimento "indipendentista"; ne divenne poi erede Guglielmo I d'Orange, fino al suo assassino a Delft, nel 1584, dopo aver efficacemente combattuto nella Guerra degli ottant'anni.